# Lophocoronoidea
Lophocorona là một liên họ côn trùng trong bộ Cánh vẩy, bao gồm các loài bướm đêm nhỏ, nguyên thủy sống ban đêm phân bố hạn chế ở Úc (Common, 1990; Kristensen and Nielsen, 1996; Kristensen, 1999).